# Цзинчжоу-Мяо-Дунский автономный уезд
Цзинчжоу-Мяо-Дунский автономный уезд (кит. упр. 靖州苗族侗族自治县, пиньинь Jìngzhōu Miáozú Dòngzú zìzhìxiàn) — автономный уезд городского округа Хуайхуа провинции Хунань (КНР).

## История
Во времена империи Сун в 1081 году была создана Чэнчжоуская область(诚州), власти которой разместились в уезде Цюйян (渠阳县). В 1103 году Чэнчжоуская область была переименована в Цзинчжоускую область (靖州), а уезд Цюйян — в уезд Юнпин (永平县). При империи Мин область была в 1370 году поднята в статусе, став Цзинчжоуской управой (靖州府), но уже в 1376 году была вновь понижена в статусе до области; уезд Юнпин был при этом расформирован, а его территория перешла под прямое управление областных структур. После Синьхайской революции в Китае была проведена реформа структуры административного деления, в ходе которой области были упразднены, и поэтому в 1913 году Цзинчжоуская область была расформирована, а территория, ранее напрямую управлявшаяся областными структурами, стала уездом Цзинсянь (靖县).
После образования КНР в 1949 году был создан Специальный район Хуэйтун (会同专区), и уезд вошёл в его состав. 2 сентября 1952 года Специальный район Хуэйтун был расформирован, и уезд вошёл в состав нового Специального района Чжицзян (芷江专区), который уже 13 ноября был переименован в Специальный район Цяньян (黔阳专区).
В 1959 году уезд Цзинсянь был присоединён к Тундао-Дунскому автономному уезду, но уже в 1961 году был выделен из него вновь.
В 1970 году Специальный район Цяньян был переименован в Округ Цяньян (黔阳地区).
Постановлением Госсовета КНР от 30 июня 1981 года Округ Цяньян был переименован в Округ Хуайхуа (怀化地区).
Постановлением Госсовета КНР от 19 февраля 1987 года уезд Цзинсянь был преобразован в Цзинчжоу-Мяо-Дунский автономный уезд.
Постановлением Госсовета КНР от 29 ноября 1997 года округ Хуайхуа был преобразован в городской округ.

## Административное деление
Автономный уезд делится на 6 посёлков и 5 волостей.